# Castiglione (cráter)
Castiglione es un cráter de impacto de 80 km de diámetro del planeta Mercurio. Debe su nombre al pintor italiano Giuseppe Castiglione (1688-1766), y su nombre fue aprobado por la  Unión Astronómica Internacional en 2015.